# Oncideres cephalotes
Oncideres cephalotes là một loài bọ cánh cứng trong họ Cerambycidae.